# Molzhain
Molzhain ist eine Ortsgemeinde im Landkreis Altenkirchen (Westerwald) in Rheinland-Pfalz. Sie gehört der Verbandsgemeinde Betzdorf-Gebhardshain an.

## Geographie
Die Ortsgemeinde liegt an den nördlichen Ausläufern des Westerwalds hin zum Siegerland südlich über Betzdorf; Nachbargemeinden sind Steineroth im Norden, Elben im Westen, Dickendorf im Süden und Kausen im Südosten. Nordöstlich des Ortes erhebt sich der Alte Bornskopf (455 m).

## Bevölkerung
Die Entwicklung der Einwohnerzahl von Molzhain, die Werte von 1871 bis 1987 beruhen auf Volkszählungen:
| Jahr | Einwohner |
| 1815 | 115       |
| 1835 | 162       |
| 1871 | 256       |
| 1905 | 303       |
| 1939 | 356       |
| 1950 | 360       |

| Jahr | Einwohner |
| 1961 | 404       |
| 1970 | 452       |
| 1987 | 503       |
| 1997 | 601       |
| 2005 | 596       |
| 2023 | 547       |

## Politik

### Gemeinderat
Der Gemeinderat in Molzhain besteht aus zwölf Ratsmitgliedern, die bei der Kommunalwahl am 9. Juni 2024 in einer personalisierten Verhältniswahl gewählt wurden, und dem ehrenamtlichen Ortsbürgermeister als Vorsitzendem.
Die Sitzverteilung im Gemeinderat:
| Wahl | WGH *             | WGR **            | Gesamt   |
| ---- | ----------------- | ----------------- | -------- |
| 2024 | 5                 | 7                 | 12 Sitze |
| 2019 | per Mehrheitswahl | per Mehrheitswahl | 12 Sitze |

### Bürgermeister
Werner Steffens wurde am 5. Mai 2021 Ortsbürgermeister von Molzhain, nachdem er bereits zuvor als Erster Beigeordneter übergangsweise die Amtsgeschäfte geführt hatte. Bei der Direktwahl am 14. März 2021 hatte er sich mit einem Stimmenanteil von 63,6 % gegen einen weiteren Bewerber durchgesetzt. Bei der Direktwahl am 9. Juni 2024 wurde er als einziger Bewerber mit 72,1 % für weitere fünf Jahre in seinem Amt bestätigt.
Der Vorgänger von Werner Steffens, Stefan Glorius, hatte das Amt Ende November 2020 niedergelegt. Bei einer Stichwahl am 16. Juni 2019 war er mit einem Stimmenanteil von 57,59 % gewählt worden, nachdem bei der Direktwahl am 26. Mai 2019 keiner der ursprünglich drei Bewerber eine ausreichende Mehrheit erzielt hatte. Glorius war damit Nachfolger von Hubert Adler, der nach 25 Jahren im Amt nicht erneut kandidiert hatte.

## Vereine
In Molzhain wird das Vereinsleben getragen von den Molzhainer Dorfmusikanten, dem MGV „Frohsinn“, dem Kultur- und Heimatverein und dem Rasse- und Ziergeflügelzuchtverein. Ein Sportverein bietet außerdem die Möglichkeit zur körperlichen Ertüchtigung.

## Öffentliche Einrichtungen
Molzhain verfügt über ein gemeindeeigenes Bürgerhaus, das für öffentliche und private Veranstaltungen genutzt wird. Eine Jugendfreizeitstätte mit Schlafgelegenheiten für 60 Jugendliche und großem Aufenthaltsraum wird ergänzt durch Freizeithütte, Grillplatz und verschiedene Spiel- und Sportmöglichkeiten im Außenbereich.